# عالم ألعاب المواعدة صعب على الشخصيات الألية
عالم ألعاب المواعدة صعب على الشخصيات الألية (بالإنجليزية: Trapped in a Dating Sim: The World of Otome Games is Tough for Mobs)‏ هي رواية خفيفة يابانية نشرت في شوسيتسوكا ني نارو من 1 أكتوبر 2017 حتى 15 أكتوبر 2019،تم تحويلها لمانغا نشرت في أكتوبر 2018 ومن المقرر عمل أنمي من إنتاج استوديو إينغي سيعرض في أبريل 2022.